# Окна-Шугатаг
Окна-Шугатаг (рум. Ocna Șugatag) — село у повіті Марамуреш в Румунії. Адміністративний центр комуни Окна-Шугатаг.
Село розташоване на відстані 407 км на північний захід від Бухареста, 29 км на північний схід від Бая-Маре, 114 км на північ від Клуж-Напоки.

## Населення
За даними перепису населення 2002 року у селі проживали 1384 особи.
Національний склад населення села:
| Національність | Кількість осіб | Відсоток |
| -------------- | -------------- | -------- |
| румуни         | 971            | 70,2%    |
| угорці         | 402            | 29,0%    |
| українці       | 7              | 0,5%     |

Рідною мовою назвали:
| Мова       | Кількість осіб | Відсоток |
| ---------- | -------------- | -------- |
| румунська  | 981            | 70,9%    |
| угорська   | 392            | 28,3%    |
| українська | 7              | 0,5%     |